# 245
Évszázadok: 2. század – 3. század – 4. század
Évtizedek: 190-es évek – 200-as évek – 210-es évek – 220-as évek – 230-as évek – 240-es évek – 250-es évek – 260-as évek – 270-es évek – 280-as évek – 290-es évek
Évek: 240 – 241 – 242 – 243 –  244 – 245 – 246 – 247 – 248 – 249 – 250

## Események

### Római Birodalom
- Philippus Arabs császárt és Caius Maesius Titianust választják consulnak.
- Kihasználva a birodalom északi határvédelmének meggyengülését, a carpusok benyomulnak Daciába, majd átkelnek a Dunán és Moesiában fosztogatnak. Philippus Arabs ellenük vonul és visszaűzi őket Daciába.
- Philippus Arabs Traianus Deciust bízza meg a dunai limes védelmének megszervezésével.

## Születések
- Iamblikhosz, szíriai neoplatonista filozófus

## Fordítás
- Ez a szócikk részben vagy egészben  a(z)   245 című francia Wikipédia-szócikk ezen változatának fordításán alapul.  Az eredeti cikk szerkesztőit annak laptörténete sorolja fel. Ez a jelzés csupán a megfogalmazás eredetét és a szerzői jogokat jelzi, nem szolgál a cikkben szereplő információk forrásmegjelöléseként.